# Храм Святой Ольги (Франтишкови-Лазне)
Храм Свято́й Равноапо́стольной Княги́ни О́льги (Pravoslavný chrám svaté kněžny Olgy) — приходской православный храм в городе Франтишкови-Лазне (ранее — Франценсбад) в Чехии. Относится к Хебскому пресвириату (благочинию) Пражской епархии Православной Церкви Чешских земель и Словакии.
Настоятель — протоиерей Ян Кривка.

## История
В 1880 году во Франценсбаде для приезжих из России был устроен временный храм. Службы проходили в летний период. Храм располагался сначала в арендуемой части колоннады Зальцквелле, затем, с 1881 года, — в зале отеля «Гизела».
Современная церковь была сооружена по проекту Густава Видермана на добровольные пожертвования приезжающих для лечения русских.
Церковь была заложена Франценсбадским комитетом в 1881 году без приглашения протоиерея В. С. Ладинского, который совершил чин закладки только 13 (25) июля 1888 года. Чин, по совету К. П. Победоносцева, был совершён в почти готовом здании без огласки, чтобы не раздражать католиков. Освящение храма было совершено 25 июня (7 июля) 1889 года.
Церковь и земля (около 13,66 ар) были приписаны на имя Комитета, который считал церковь и землю своей собственностью и в своих сборах не давал отчёта причту.
В 1899 году церковь церковь претерпела косметический ремонт, а в 1901 году была обнесена каменной оградой с железной решеткой.
В 1900 году храм, до этого находившийся в ведении Комитета, часто конфликтовавшего с духовенством, перешёл в ведение общины.
В 1880 по 1907 год церковь была приписана к Веймарскому храму, а с 1911 года — к Дрезденскому
Во время Первой мировой войны храм был закрыт.
В 1920-1930 годах храм находился в юрисдикции Управляющего русскими приходами в Западной Европе Русской православной церкви. Богослужения совершались только в летний период.
С переходом митрополита Евлогия (Георгиевского) в Константинопольский патриархат, в Западноевропейском экзархате русских приходов.
5 мая 1939 года приход со всем его имуществом был передан Берлинской и Германской епархии Русской православной церкви за границей и приписан к Мариенсбадскому храму.
Расквартированная во Фраценсбаде часть СС предполагала превратить здание Ольгинской церкви в свой склад. Этим планам помешало решительное противодействие бургомистра и митрополита Серафима (Ляде).
В 1944 году во Франценсбаде проживало около 10-ти архиереев, которые часто служили в церкви.
Летом 1945 года богослужения в Ольгинской церкви были возобновлены. Храм перешёл в Западноевропейский Экзархат Русской православной церкви, а с 1946 года в Чехословацкий экзархат.
С получением автокефалии в 1951 году Чехословацкой православной церковью храм перешёл в её юрисдикцию.

## Архитектура, убранство
Храм каменный с 30-метровой шатровой колокольней. Построен в «смешанном стиле».
В плане квадратный на 300 человек. Перекрыт куполом с главкой.
Стены выложены из разноцветного кирпича, карнизы, колонки и наличники исполнены из светлого жёлтого песчаника.
Над порталом находятся иконы, писанные по золотому фону на мраморе, — Господь Вседержитель, Святые равноапостольные княгиня Ольга (справа) и князь Владимир (слева).
Интерьер храма расписан заново после Второй мировой войны.
Иконостас был перенесён из домового храма, в 1899 году он был реставрирован.
Церковный дом был возведён в 1907 году.